# Sarátov (1966)
El buque de desembarco amplío Sarátov (en ruso: Саратов, romanizado: Saratov) fue un buque de asalto anfibio del Proyecto 1171 (código «Tapir», designación OTAN: Alligator, en inglés: Caimán). Fue el primero de su serie, construido en Kaliningrado en 1964 con el número de gallardete 010.

## Diseño
El embarque del barco, que recibió el número BDK-010 («BDK», era el código que llevaban los buques de asalto anfibio soviético, en ruso: БДК: Большой десантный корабль, romanizado: BDK: Bol'Shoy Desantnyy. Korabl'), tuvo lugar el 5 de febrero de 1964 en el astillero báltico de Yantar en Kaliningrado. Botado el 1 de julio de 1964. En 1966, fue incluido en la Flota del Mar Negro de la Armada Soviética con el nombre Vorónezh Komsomolets (Juventudes del Komsomol de Vorónezh).

## Historial de servicio

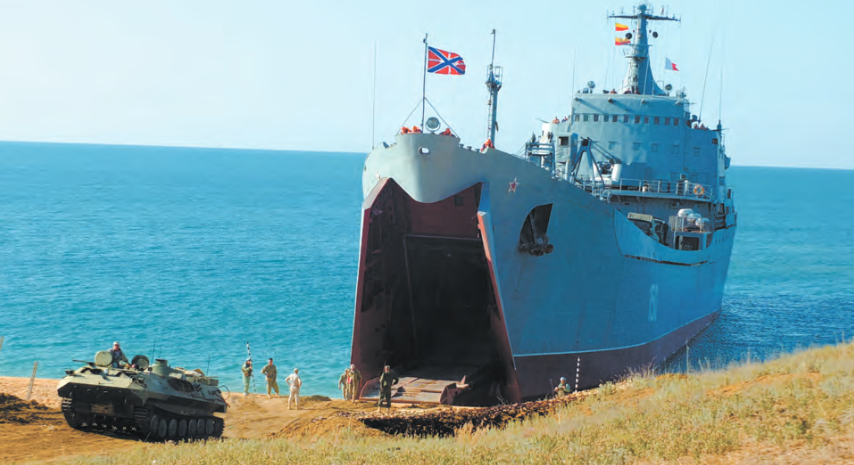
BDK Sarátov

De 1966 a 2004 realizó más de 20 viajes de larga distancia con unidades de la Infantería Naval a bordo.
De 1991 a 1994 estuvo conservado en Odesa . Al mismo tiempo recibió el nombre de BDK-065.
Participó en el traslado de fuerzas de paz rusas a Yugoslavia. Por la exitosa solución de la misión de combate de transporte de fuerzas de paz rusas desde Tuapsé al puerto griego de Tesalónica en 1999, el capitán de segundo rango O. V. Pochinov recibió la medalla de la Orden al Mérito de la Patria, de segundo grado.
En agosto de 2000, en 4 viajes, transportó desde el punto de carga de Gonio (distrito de Batumi) hasta el punto de aterrizaje de Utrishenok (región de Novorosíisk) parte del armamento y equipo del contingente del Grupo de Fuerzas Rusas en Transcaucasia.

### Guerra ruso-georgiana
El 10 de agosto de 2008 formó parte de un grupo de barcos de la Flota del Mar Negro que participó en un enfrentamiento naval con barcos georgianos durante la guerra en Georgia.

### Período de entreguerras
En el otoño-invierno de 2012 cumplió los cometidos de un viaje al mar Mediterráneo .
En enero de 2013, mientras el barco se dirigía a unos ejercicios internavales en el Mediterráneo, el generador diésel se averió. El barco fue reparado con la participación del PM-56 en el puerto sirio de Tartús, donde más tarde Rusia mantendría una base naval para su intervención en Siria.

### Guerra ruso-ucraniana
En 2014, el barco de desembarco Sarátov participó en la anexión de Crimea por parte de Rusia y realizó al menos 4 viajes al mar Mediterráneo.
Formó parte de la 197.ª brigada de barcos de desembarco de la Flota del Mar Negro. En 2020, Sarátov estuvo en viaje más de 150 días, recorriendo prácticamente 42.000 kilómetros.

#### Participación en la invasión rusa de Ucrania

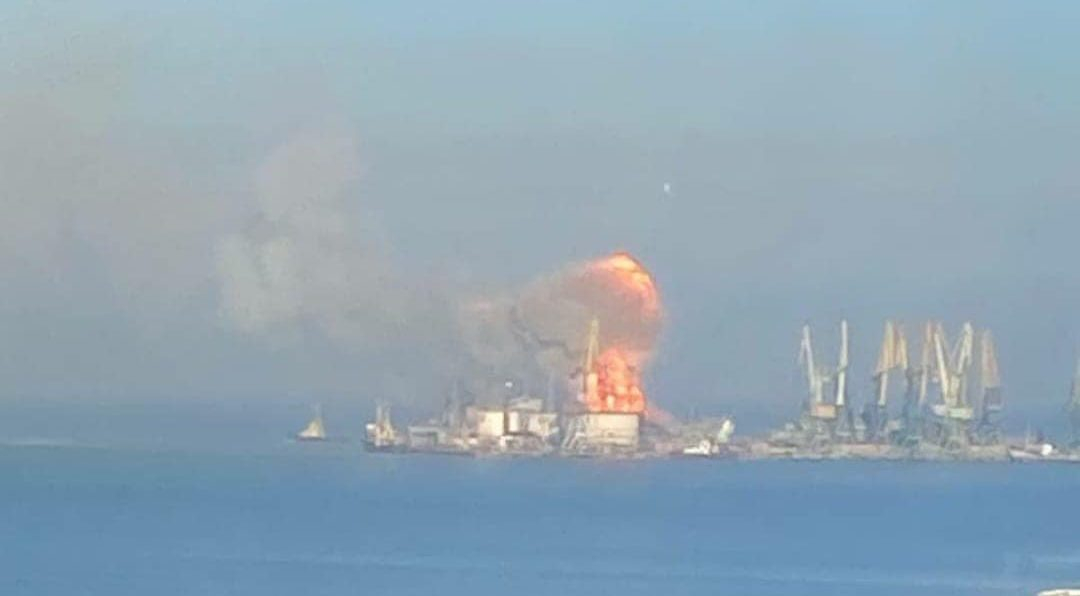
Quema del Sarátov en el puerto de Berdiansk el 24 de marzo de 2022

En 2022, el BDK Sarátov, junto con el BDK Novocherkassk, el BDK Tsézar Kunikov, BDK Orsk y otros barcos, participaron en la invasión rusa de Ucrania, apoyando la campaña de Ucrania meridional. El 24 de marzo de 2022 a las 07:45, según el Estado Mayor de las Fuerzas Armadas de Ucrania, los barcos, mientras descargaban en el puerto de Berdiansk, fueron atacados por tropas ucranianas utilizando un misil Tochka-U: el buque de desembarco Sarátov fue destruido, el resto del convoy resultó dañado. Al principio, varios medios de comunicación ucranianos y extranjeros identificaron erróneamente el barco destruido como el BDK Orsk del mismo proyecto. Posteriormente se recibió confirmación de este ataque por parte rusa, en el que se aclaraba que el buque de desembarco amplío Sarátov se hundió y otro barco resultó dañado.
No hubo informes de posibles víctimas en el barco. El 24 de junio, el gobernador de Sebastopol anunció el funeral de un marinero del buque de desembarco Sarátov. Un año después, el bando ruso informó de la muerte de 12 tripulantes de tres barcos de desembarco en Berdiansk el 24 de marzo de 2022, sin especificar cuántos murieron entre la tripulación del Sarátov.
El 1 de julio, Vladímir Rogov, colaboracionista ucraniano prorruso en la «administración militar y civil» creada por Rusia en la región de Zaporiyia, informó sobre la operación para reflotar el barco y también confirmó por primera vez el hecho del bombardeo del barco el 24 de marzo. Afirmó asimismo que fue hundido deliberadamente debido a un incendio que se inició como resultado del bombardeo para prevenir que estallasen sus municiones.

## Capitanes del barco
- El primer comandante fue el teniente-comandante I. G. Majonin, más tarde almirante de pleno derecho.
- Capitán de segundo rango A. F. Gafurov.[1]
- Capitán de segundo rango O. V. Pochinov.[1]
- Desde 2018 hasta la actualidad, el decimocuarto comandante del buque fue el capitán de segundo rango V. A. Jromchenkov, ex comandante de la SDK Kirovogrado de la Armada de Ucrania, capturada por hombrecitos verdes en la anexión rusa de Crimea en 2014 y luego en servicio de la Armada de Rusia.